# Carina Andersson
Carina Madsen, född Andersson den 9 februari 1957, är en svensk före detta friidrottare (höjdhopp). Hon representerade Heleneholms IF.  
Vid en tävling på Slottsskogsvallen i Göteborg 1974 blev hon första svenska att klara 180 cm i höjdhopp.
Vid svenska mästerskapen i friidrott 1975 blev hon svensk mästarinna i höjdhopp då hon på Tingvalla IP i Karlstad noterade sitt gällande personbästa, 184 cm.